# Thập niên 340
Thập niên 340 hay thập kỷ 340 chỉ đến những năm từ 340 đến 349.